# Lasciate fare a me
Lasciate fare a me (Geraldine) è un film del 1929 diretto da Melville W. Brown e basato su un romanzo di Booth Tarkington. Prodotto e distribuito dalla Pathé Exchange, aveva come interpreti Marian Nixon, Eddie Quillan, Albert Gran, Gaston Glass.
Alla sua uscita, è stato distribuito sia in versione muta che sonora.

## Trama
Wygate, un ricco uomo d'affari, assume Eddie Able per prendersi cura di sua figlia Geraldine e farla diventare una donna bella ed elegante, in grado di conquistare Bellsworthy Cameron, un avvocato di cui lei è innamorata ma che non le presta la minima attenzione. Eddie si innamora della ragazza e riesce fin troppo bene nel suo compito. Ma lei si accorge del suo amore solo quando lui evita che lei venga arrestata nel corso di un'irruzione della polizia in un locale.

## Produzione
Il film fu prodotto dalla Pathé Exchange. Girato muto, venne sonorizzato con il sistema RCA Photophone.

## Distribuzione
Il copyright del film, richiesto dalla Pathé Exchange, Inc., fu registrato l'8 gennaio 1929.
Distribuito dalla Pathé Exchange, il film uscì nelle sale cinematografiche statunitensi il 20 gennaio 1929. In Irlanda, fu distribuito il 2 agosto 1929; in Finlandia, il 9 giugno 1930 come Yöllinen häväistysjuttu; in Francia, il 13 giugno 1930 con il titolo Dressez ma fille. In Danimarca, prese il titolo Charmøren fra Gaden mentre in Brasile uscì come Amar Dançando. In Italia, fu distribuito dalla P.D.C. con il visto di censura numero 25867 con il titolo Lasciate fare a me.
Copie complete della pellicola si trovano conservate negli Archives du Film du CNC di Bois d'Arcy e in quelli del Det Danske Filminstitut di Copenaghen.